# Farmington (Connecticut)
Farmington è un comune di 24 941 abitanti degli Stati Uniti d'America, situato nella Contea di Hartford nello Stato del Connecticut.